# Airbus A380
Airbus A380 är ett fyrmotorigt wide body-jetflygplan för långdistansflygning som tillverkades av det europeiska företaget Airbus. A380:s projektnamn blev Airbus A3XX men fick smeknamnet SuperJumbo. Flygplanet var det första jetdrivna passagerarplanet med två kompletta passagerardäck samt ett underliggande godsdäck.
Airbus A380 är certifierad att ta upp till 853 passagerare i turistklass, men en mer typisk konfiguration är ca 500 passagerare fördelade på tre klasser. Passagerarvarianten är världens största civila persontransportplan med 45 procent större kabinvolym och 30 procent större golvyta jämfört med sin närmaste konkurrent Boeing 747 (Jumbo Jet).
Det första exemplaret levererades 2007 och det sista redan 2021. Airbus hade felbedömt hur marknaden skulle utvecklas och projektet blev aldrig lönsamt. Flygbolagen har haft svårt att fylla jätteplanet med passagerare. Dessutom är de fyrmotoriga planen bränsletörstiga jämfört med moderna tvåmotoriga flygplan. När man drog igång produktionen var tanken att A380 skulle flyga mellan storflygplatser som Frankfurt och Chicago och att passagerarna sedan skulle åka vidare med mindre plan till sina slutdestinationer, men så har det sällan blivit. Totalt har 251 plan tillverkats. Flest har köpts av Emirates.

## Historia

### Koncept - Projekt - Utveckling

Luftens giganter i jämförelse.

Airbus har utvecklat och tillverkat kommersiella flygplan sedan 1974. Det enda de saknade i sitt sortiment var en VLA (Very Large Airliner), det vill säga ett mycket stort trafikflygplan. Konkurrenten Boeing hade sedan 1970 varit ensam med planen i 747-familjen. En annan konkurrent, McDonnell Douglas, hade försökt sälja sin modell MD-12. Det projektet hade dock lagts ner innan tillverkningen ens påbörjats. År 1990 beslutades inom Airbus-koncernen att undersöka möjligheterna för att bygga ett eget superflygplan under projektnamnet "Megaliner". I juni 1994 inleddes projektet A3XX för att detaljstudera tekniska förutsättningar för att utveckla ett sådant flygplan. Ett flertal lösningar utvärderades, bland annat den att sammanfoga två A340, som är världens längsta kommersiella flygplan, för att komma upp i tillräcklig kapacitet utan att för den skull behöva utveckla en helt ny flygplanstyp. 
Tekniker konstaterade att det enda sätt på vilket detta skulle kunna lösas med tillgänglig teknik, var att göra ett plan i tre våningar, med två övre däck för passagerare och ett nedre för gods. Boeing hade under tiden sysslat med sitt projekt, kallat 747X, vilket var tänkt att konkurrera med Airbus modell A380. Boeing valde dock att lägga ner sina planer och istället modernisera sin 747-400 samt att förlänga den för att uppnå en kapacitet av 400-500 passagerare.
Den 19 december 2000 röstade Airbus styrelse för att projekt A3XX skulle förverkligas och anslog för detta en budget på 8,8 miljarder euro. Styrelsen vågade göra detta eftersom order redan fanns från 55 olika beställare på flygplanet. Tidigt 2001 fastslogs själva designen. Airbus utvecklade först mellanmodellen -800, men förberedde sig för att även kunna bygga dels en kortare modell (-700), dels en längre (-900) samt en modell för längre räckvidd (-800ER). Samtliga modeller finns dessutom i två varianter då de är utrustade med olika motormodeller - A380-841 har Rolls-Royce Trent 900 och A380-861 har Engine Alliance GP7000. Även tyngre varianter skulle kunna tillverkas på samma koncept. 

Storleken och nya krav resulterade bland annat i att planet måste utrustas med en vinge som är större än normalt och med långt kraftigare landställ. Med ökad vikt skulle också ökad bränsleförbrukning komma att krävas, men detta blev kompenserat för genom att flygplanet optimerades aerodynamiskt.
Den 23 januari 2002 inleddes tillverkningen av vingboxen som är den mest komplexa delen på hela flygplanet, motorerna undantagna, eftersom denna måste göras i ett stycke. Den först hopmonterade, dock ej inredda versionen av vingboxen var "static test airframe" (statisk testram) MSN5000 som var under kontinuerlig test till och med mitten av 2007. Den andra versionen var "fatigue test airframe" (utmattningstestram) MSN5001. Den transporterades till Dresden, där den monterades ihop och har sedan dess belastats kontinuerligt för att verifiera flygplanets hållbarhet. Den första A380 som visades upp vid en ceremoni i Toulouse den 8 februari 2005 hade serienummer 001 med registreringsnummer F-WWOW. Jungfrufärden ägde rum den 27 april 2005 klockan 10:29 CET. Flygplanet lyfte från Toulouse flygplats och flygningen pågick i 3 timmar och 54 minuter och leddes av chefstestpilot Jacques Rosay. Sedan den dagen är A380 världens största passagerarflygplan. Utvecklingskostnaderna hade dock vid den tiden vuxit till 11 miljarder euro.
En Airbus A380 från Lufthansa landade den 15 september 2010 på Arlandas bana 1 då den var på en nordisk uppvisningsturné. Den kom från Köpenhamn och stod parkerad i 1 timme innan den flög vidare till Helsingfors och Oslo.

## Tillverkning

Karta över fraktvägarna för A380, med slutmontering i Toulouse.

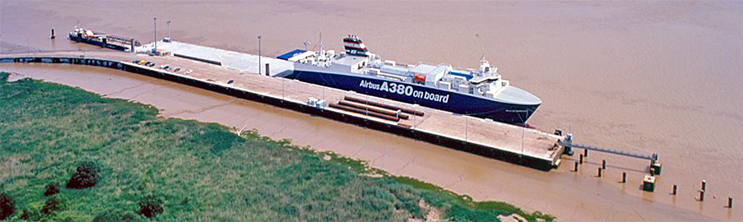
RoRo fartyget Ville de Bordeaux lossar A380-delar i Pauillac.

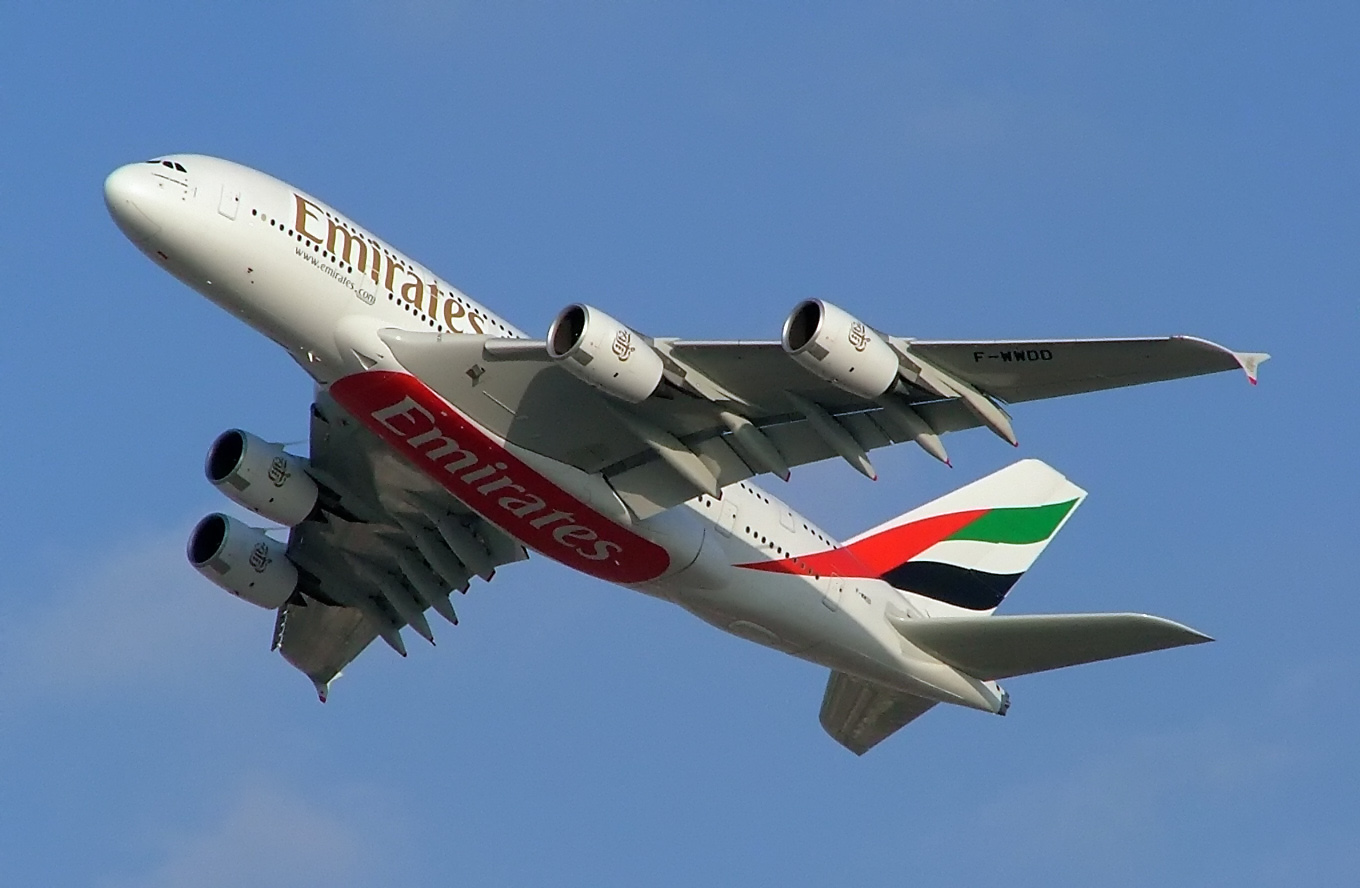
A380 i Emirates färger.

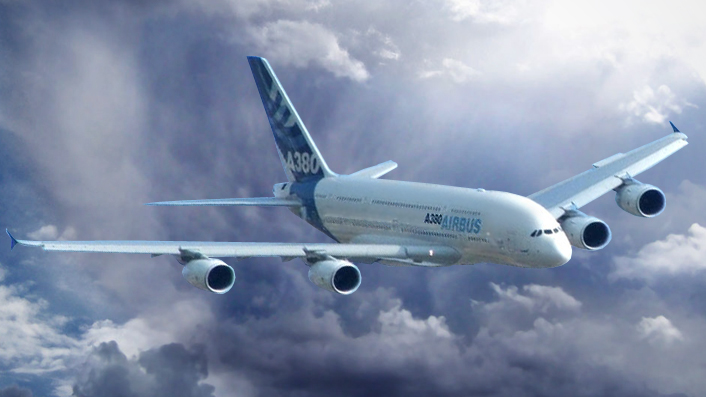
En Airbus A380 i en storm

A380 kabin, ekonomiklass i genomskärning

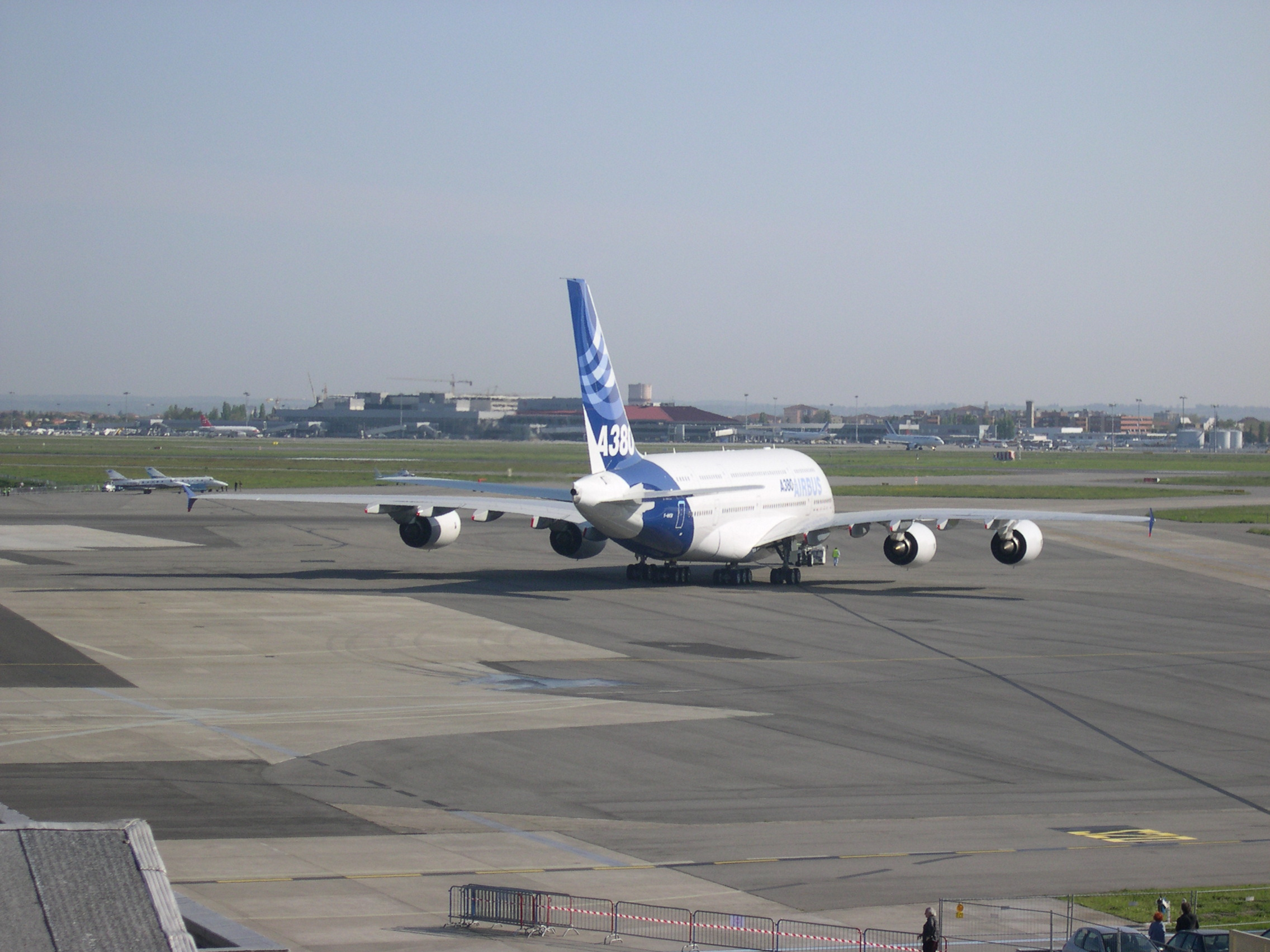
Taxar ut till startbanan...

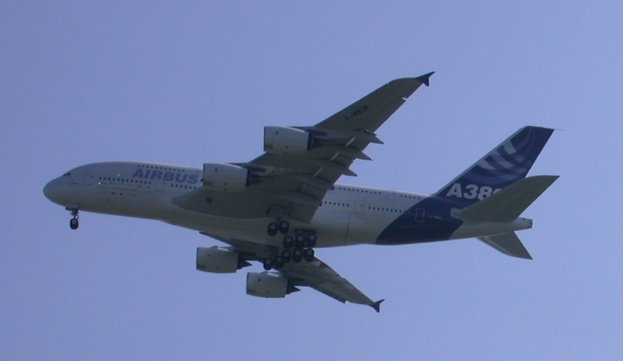
...och lyfter.

De stora strukturella delarna av A380 byggs i Frankrike, Tyskland, Spanien och Storbritannien. På grund av sin storlek fraktas de till monteringshallen (Jean-Luc Lagardère Plant) i Toulouse i Frankrike via sjö- och landtransport. Vissa ”mindre” delar flygs dock dit av en Airbus A300-600ST Beluga som även används för transport av delar till andra Airbus-modeller.
För tungtransporten av de stora A380-komponenterna skapades rutten ”Itinéraire en Grand Gabarit”. Detta innebar byggande av en flotta av roll-on/roll-off (RORO) fartyg och pråmar, hamnanläggningar och utveckling av nya samt ändrade vägar för att rymma de gigantiska transporterna. 
Under 2006 upptäcktes stora felberäkningar i kabelsystemet. Åtskilliga av kablarna visade sig inte vara av rätt längd då arbetet pågick med att montera ihop de olika flygplansdelarna. En av orsakerna var inkompatibla versioner av programvaran för en så kallad 3D-mock-up (skalenlig modell) som användes i Tyskland och Frankrike. Resultatet blev att hela produktionen fick avbrytas vilket orsakade bortåt två års försening. Sedan dess är alla felaktiga kablar utbytta för hand i de färdigmonterade flygplanen (troligtvis sexton stycken). Det visade sig nödvändigt att göra samma sak med de delar som ännu inte monterats ihop men som hade levererats till slutmonteringen i Toulouse. Från och med serienummer 026 (hopmonterad i september 2007) kommer alla delar från respektive fabrik att levereras med exakt anpassade kablar förmonterade.
Den 4 september 2007 hade tio exemplar flugit och ytterligare sju slutmonterats (inklusive MSN 026).
Den 2 augusti 2008 hade arton exemplar flugit och sex stycken levererats till flygbolag (Singapore Airlines och Emirates Airlines).
I mars 2009 hade tjugosex exemplar flugit och tretton stycken levererats till flygbolagen Emirates Airlines, Singapore Airlines och Qantas. Senare har även Air France, Korean Air och Lufthansa börjat flyga med typen, i juli 2011 hade femtiotre A380 flugit. I samband med Fotbolls-VM 2010 flög Lufthansa sin A380 för första gången i passagerartrafik.
I februari 2019 meddelade Airbus att man kommer att sluta producera A380. En av de sista stora kunderna, Emirates, har meddelat att man överger A380 och kommer istället att satsa på Airbus A330neo (New Engine Option).

## Svenska leverantörer till Airbus A380
GKN Aerospace (före detta Volvo Aero) finns med i båda två typerna av motorer som driver A380. Volvo Aero är dels programdelägare i Rolls-Royce-motorn Trent 900, dels som utvecklande och tillverkande partner av komponenter till den andra motorn, GP7000. 
GKN Aerospaces ansvar i samarbetet med Rolls-Royce omfattar utveckling, konstruktion, tillverkning och produktstöd av Intermediate Compressor Case, ("mellanhus"). GKN tillverkar också det bakre fläkthuset, den allra största komponenten på en motor. Fläkthuset på Trent 900 har en diameter på strax över tre meter. När det gäller Trent 900 är GKN Aerospace programdelägare med Rolls-Royce medan företaget i det andra fallet, GP7000, samarbetar med MTU och Pratt & Whitney.  Bakom GP7000 står ”Engine Alliance”, som bygger på ett samarbete mellan de två amerikanska flygmotortillverkarna, General Electric och Pratt & Whitney. 
Saab Aerostructures i Linköping utvecklar och levererar vingbalkar till A380. Saab Aerosystems utvecklar ett system som ska motverka isbildning på vingarna.
CTT Systems i Nyköping är leverantör av avfuktningssystem och luftfuktare till Airbus-plan.

## Testflygningar
Airbus använde fem flygplan i sitt flygtestprogram varav endast F-WWOW kom att bli kvar i deras egen ägo. Efter slutförda tester kom alla fem testplanen att konverteras till vanliga A380-841:or, även F-WWEA som har GP7200-motorer. Fram till september 2007 har 80 piloter flugit mer än 2 900 timmar på fler än 1 900 flygtestuppdrag. Under programmets gång har planen besökt 24 länder. Detta gör testen till det i särklass mest ambitiösa testprogrammet för ett passagerarflygplan någonsin. Den 12 december 2006 erhöll Airbus luftvärdighetscertifikat för modell A380-841 och A380-842 av EASA och FAA vid en gemensam ceremoni i ett av deras huvudkontor i Frankrike. Den 14 december 2007 erhöll Airbus luftvärdighetscertifikat för A380-861 av både EASA och FAA.

## I trafik
Singapore Airlines var det första flygbolag som fick A380-leveranser. I dagsläget (Augusti 2018) har Singapore Airlines fått 24 flygplan levererade av 24 beställda. Singapore Airlines beställde från början 19 flygplan, men i slutet av oktober (2012) beställde bolaget 5 till. Efter de ursprungliga förseningarna har Airbus fått upp farten och leveranserna sker nu något snabbare än planerat. Singapore Airlines har valt att dela upp sina flygplan i 4 klasser med 12 sviter, 60 businessklass och 399 ekonomiklass, vilket totalt ger 471 passagerare. Trots att 471 passagerare är långt mycket mindre än maximala 853, så är det lika trångt i ekonomiklass som i andra långdistansplan, det vill säga 32 tum (81 cm) stolsavstånd, vilket är en aning mer än i kortdistansplan.
Första A380 till Singapore Airlines levererades i oktober 2007 (9V-SKA) och det sattes i daglig trafik den 25 oktober 2007 mellan Singapore - Sydney.
Andra A380 till Singapore Airlines levererades i januari 2008 (9V-SKB) användes som reservplan till det första levererade.
Tredje A380 till Singapore Airlines levererades i mars 2008 (9V-SKC) och det sattes i daglig trafik den 18 mars 2008 mellan Singapore - London. 
Andra flygbolaget som flög A380 är Emirates Airlines som satte in planet på rutten
Dubai - New York under juli 2008. Emirates har beställt 162 stycken varav 104 är levererade (augusti 2018).
Tredje flygbolaget som flög A380 är Qantas som började med rutten Los Angeles och
Sydney. Bolaget har 12 flygplan levererade av 20 stycken (augusti 2018).
Under slutet av 2009 fick Air France sin första A380. I augusti 2018 hade flygbolaget 10 av 10 beställda A380.
Näst på tur att få A380 var Lufthansa. Lufthansa har beställt och fått levererat 14 A380 (augusti 2018). Flygbolaget flyger sina A380 på rutter som Frankfurt-New York och Frankfurt-Tokyo.
Korean Air Fick sin första A380 i juni 2011 och samtliga 10 beställda flyger idag åt flygbolaget (augusti 2018)
Som sjunde flygbolag fick China Southern Airlines sin första A380. China Southern har beställt och fått levererat 5 stycken (augusti 2018)
Under andra halvan av 2012 fick både Malaysia Airlines och Thai Airways sina första A380. I november 2012 hade flygbolagen fått vardera sex A380.
British Airways fick under sommaren 2013 sina första A380. I augusti 2018 har flygbolaget fått samtliga 12 flygplan levererade.
Asiana Airlines fick sin första A380 i juni 2014 och har i augusti 2018 fått samtliga sex beställda flygplan.
I oktober 2014 tog Qatar Airways emot sin första A380. Alla tio beställda har nu (augusti 2018) levererats till flygbolaget.
Etihad Airways fick i november 2014 det första av de sammanlagt tio beställda och nu levererade A380:orna.
Det portugisiska wet lease-bolaget HiFly satte den 1 augusti 2018 in en begagnad A380 i trafik.
Ett problem med många passagerare ombord innebär större risk för avbrutna flygningar på grund av sjukdom. I december 2008 
inträffade tre sådana fall .
I juli 2010 hade de då 31 levererade flygplanen flugit 156 000 timmar i 17 000 flygningar och transporterat 6 000 000 passagerare.

## Tekniska problem i trafik
Tekniska problem har förekommit med A380 i Singapore. Under transport på marken gick dragfordonet sönder och flygplanet gled av banan. Planet är tillbaka i trafik.
En bränslepump har gått sönder innan start, vilket ledde till att flygningen blev inställd.
Den 4 november 2010 exploderade en motor på vänster sida av ett av Qantas Airways A380 med registreringsnummer VH-OQA strax efter start från Singapore. En stor mängd system slogs ut av explosionen, bland annat motorstyrning och bränsledumpning. Planet nödlandade i Singapore efter att ha tillbringat två timmar i luften medan besättningen försökt få planet under tillräcklig kontroll för att genomföra en landning. Efter landning kunde den yttre motorn på vänster sida inte stängas av inifrån cockpit, utan motorn kvävdes genom att stora mängder skum och vatten sprutades in av flygplatsens brandkår. . Inga personskador har rapporterats. 
Vid senare undersökning av den havererade motorn visade det sig att komponenter i turbinen hade gått sönder på Trent 900-motorn, vilket lett till ett oljeläckage och den efterföljande explosionen. .

## Anpassningar av flygplatser
A380 har bland annat fler passagerare, större vingbredd, större vikt och större höjd än tidigare flygplan. Flygplatser har anpassats. Boarding sker med tre gångbroar eller trappor. Nya trappor (eller gångbroar) och en ny kran för lastning av catering måste införskaffas för att nå till övervåningen, som når 8,4 meter över marken, samt för att hålla för större vikter.
Konventionella 45 m breda landningsbanor fungerar bra, men motorerna är 50 m och vingspetsarna 80 m från varandra, så en översyn av skyltar och dylikt längs banorna är nödvändig.
Frankfurts flygplats var tidigt ute med att bygga om för A380. Arlanda flygplats, som hittills har fått ta emot A380 vid några tillfällen i samband med sjukdomsfall ombord, har från januari 2018 en gate (F66) med tre bryggor. Det tar då 35 minuter för samtliga passagerare att komma ombord eller av ett fullsatt A380-plan.

## Beställningar och leveranser
Den första A380-841 levererades till Singapore Airlines 15 oktober 2007 och togs i trafik 25 oktober 2007 mellan Singapore och Sydney, sedan dess har rutterna
Singapore-London och Singapore-Tokyo startats.
Emirates Airlines flög till USA ifrån Dubai i augusti 2008 då man fick sin första A380. Dock lade man ner rutten i april 2009 och ersatte den med Bangkok, Seoul och Toronto.

### Beställningar årsbasis
| 2001 | 2002 | 2003 | 2004 | 2005 | 2006 | 2007 | 2008 | 2009 | 2010 | 2011 | 2012 | 2013 | 2014 | 2015 | 2016 | 2017 | 2018 | Summa |
| ---- | ---- | ---- | ---- | ---- | ---- | ---- | ---- | ---- | ---- | ---- | ---- | ---- | ---- | ---- | ---- | ---- | ---- | ----- |
| 85   | 10   | 34   | 10   | 20   | 7    | 23   | 9    | 4    | 32   | 19   | 9    | 42   | 13   | 2    | -    | -2   | 20   | 318   |

### Leveranser årsbasis
| 2007 | 2008 | 2009 | 2010 | 2011 | 2012 | 2013 | 2014 | 2015 | 2016 | 2017 | Summa |
| ---- | ---- | ---- | ---- | ---- | ---- | ---- | ---- | ---- | ---- | ---- | ----- |
| 1    | 12   | 10   | 18   | 26   | 30   | 25   | 30   | 27   | 28   | 15   | 222   |

### Ordermatris kundvis
| Beställare              | Beställare | Beställd / optioner per modell | Beställd / optioner per modell | Beställd / optioner per modell | Beställd / optioner per modell | Beställd / optioner per modell | Beställd / optioner per modell | Beställd / optioner per modell | Beställd / optioner per modell | Beställd / optioner per modell | Beställd / optioner per modell | Beställd / optioner per modell | Beställd / optioner per modell | Levererad per modell | Levererad per modell | Levererad per modell | Levererad per modell | Levererad per modell |
| Flygbolag               | leverans   | -8XX                           | -8XX                           | -841                           | -841                           | -842                           | -842                           | -843F                          | -843F                          | -861                           | -861                           | -863F                          | -863F                          | -841                 | -842                 | -843F                | -861                 | -863F                |
| ----------------------- | ---------- | ------------------------------ | ------------------------------ | ------------------------------ | ------------------------------ | ------------------------------ | ------------------------------ | ------------------------------ | ------------------------------ | ------------------------------ | ------------------------------ | ------------------------------ | ------------------------------ | -------------------- | -------------------- | -------------------- | -------------------- | -------------------- |
| Air Austral             | 2014       | 2                              |                                |                                |                                |                                |                                |                                |                                |                                |                                |                                |                                |                      |                      |                      |                      |                      |
| Air Comet               | 2010       | (4*)                           |                                |                                |                                |                                |                                |                                |                                |                                |                                |                                |                                |                      |                      |                      |                      |                      |
| Air France              | 2009       |                                |                                |                                |                                |                                |                                |                                |                                | 12                             |                                |                                |                                |                      |                      |                      | 8                    |                      |
| Asiana Airlines         | 2011       | 6                              |                                |                                |                                |                                |                                |                                |                                |                                |                                |                                |                                |                      |                      |                      |                      |                      |
| British Airways         | 2012       |                                |                                | 12                             | 7                              |                                |                                |                                |                                |                                |                                |                                |                                |                      |                      |                      |                      |                      |
| China Southern Airlines | 2009       |                                |                                | 5                              |                                |                                |                                |                                |                                |                                |                                |                                |                                | 5                    |                      |                      |                      |                      |
| Emirates                | 2008       |                                |                                |                                |                                |                                |                                |                                |                                | 140                            |                                |                                |                                |                      |                      |                      | 31                   |                      |
| Etihad Airways          | 2013       |                                |                                | 10                             |                                |                                |                                |                                |                                |                                |                                |                                |                                |                      |                      |                      |                      |                      |
| Hong Kong Airlines      |            | 10                             |                                |                                |                                |                                |                                |                                |                                |                                |                                |                                |                                |                      |                      |                      |                      |                      |
| Kingfisher Airlines     | 2010       | 5                              | 5                              |                                |                                |                                |                                |                                |                                |                                |                                |                                |                                |                      |                      |                      |                      |                      |
| Korean Air              | 2010       |                                |                                |                                |                                |                                |                                |                                |                                | 10                             |                                |                                |                                | HADLA                |                      |                      | 6                    |                      |
| Lufthansa               | 2009       |                                |                                | 17                             | 8                              |                                |                                |                                |                                |                                |                                |                                |                                | 10                   |                      |                      |                      |                      |
| Malaysia Airlines       | 2011       |                                |                                | 6                              |                                |                                |                                |                                |                                |                                |                                |                                |                                | 6                    |                      |                      |                      |                      |
| Qantas                  | 2008       |                                |                                | 20                             | 4                              |                                |                                |                                |                                |                                |                                |                                |                                |                      | 12                   |                      |                      |                      |
| Qatar Airways           | 2012       | 10                             |                                |                                |                                |                                |                                |                                |                                |                                |                                |                                |                                |                      |                      |                      |                      |                      |
| Singapore Airlines      | 2007       |                                |                                | 24                             | 6                              |                                |                                |                                |                                |                                |                                |                                |                                | 19                   |                      |                      |                      |                      |
| Skymark Airlines        | 2014       | 6                              |                                |                                |                                |                                |                                |                                |                                |                                |                                |                                |                                | 4                    |                      |                      |                      |                      |
| Thai Airways            | 2010       |                                |                                | 6                              |                                |                                |                                |                                |                                |                                |                                |                                |                                |                      |                      |                      |                      |                      |
| Transaero Airlines      |            | 4                              |                                |                                |                                |                                |                                |                                |                                |                                |                                |                                |                                |                      |                      |                      |                      |                      |
| Virgin Atlantic         | 2013       |                                |                                | 6                              | 6                              |                                |                                |                                |                                |                                |                                |                                |                                |                      |                      |                      |                      |                      |
| al-Walid bin Talal      | 2010?      | 0                              | 0                              | 1                              | 0                              | 0                              | 0                              | 0                              | 0                              | 0                              | 0                              | 0                              | 0                              | 0                    | 0                    | 0                    | 0                    | 0                    |
| Summa                   | Summa      | 43                             | 5                              | 107                            | 31                             | 0                              | 0                              | 0                              | 0                              | 112                            | 0                              | 0                              | 0                              | 44                   | 12                   | 0                    | 45                   | 0                    |
| Totalt                  | Totalt     | 262 / 36                       | 262 / 36                       | 262 / 36                       | 262 / 36                       | 262 / 36                       | 262 / 36                       | 262 / 36                       | 262 / 36                       | 262 / 36                       | 262 / 36                       | 262 / 36                       | 262 / 36                       | 101                  | 101                  | 101                  | 101                  | 101                  |

-8XX : modell ej bestämd.
Värde med * är inte bekräftat på Airbus order- och leveranslista.
ILFC fanns tidigare med i listan men annullerade sin order om tio A380 i mars 2011. 

### Modellmatris
| Modell    | Certifierad (EASA / FAA) | Motor      | Tillverkare     | Max dragkraft          | Motor Certifierad (EASA / FAA) |
| --------- | ------------------------ | ---------- | --------------- | ---------------------- | ------------------------------ |
| A380-841  | 2006-12-12               | Trent 970  | Rolls-Royce     | 334,29 kN / 75,152 lb  | 2004-10-29 / 2006-12-04        |
| A380-841  | 2006-12-12               | Trent 970B | Rolls-Royce     | 348,31 kN / 78,304 lbf | 2004-10-29 / 2006-12-04        |
| A380-842  | 2006-12-12               | Trent 972  | Rolls-Royce     | 341,41 kN / 76,752 lbf | 2005-08-11 / 2006-12-04        |
| A380-842  | 2006-12-12               | Trent 972B | Rolls-Royce     | 356,81 kN / 80,213 lbf | 2005-08-11 / 2006-12-04        |
| A380-843F |                          | Trent 977  | Rolls-Royce     | 359,33 kN / 80,781 lbf | 2004-10-29 / 2006-12-04        |
| A380-843F |                          | Trent 977B | Rolls-Royce     | 372,92 kN / 83,835 lbf | 2004-10-29 / 2006-12-04        |
| A380-861  | 2007-12-14               | GP7270     | Engine Alliance | 322,44 kN / 74,735 lbf | 2007-04-19 / 2005-12-29        |
| A380-863F |                          | GP7277     | Engine Alliance | 357,15 kN / 80,290 lbf | 2007-04-19 / 2005-12-29        |
| A380-941  |                          | Trent 980  | Rolls-Royce     | 374,09 kN / 84,098 lbf | 2004-10-29 / 2006-12-04        |